# Aechmea phanerophlebia
Aechmea phanerophlebia är en gräsväxtart som beskrevs av John Gilbert Baker. Aechmea phanerophlebia ingår i släktet Aechmea och familjen Bromeliaceae. Inga underarter finns listade i Catalogue of Life.

## Bildgalleri

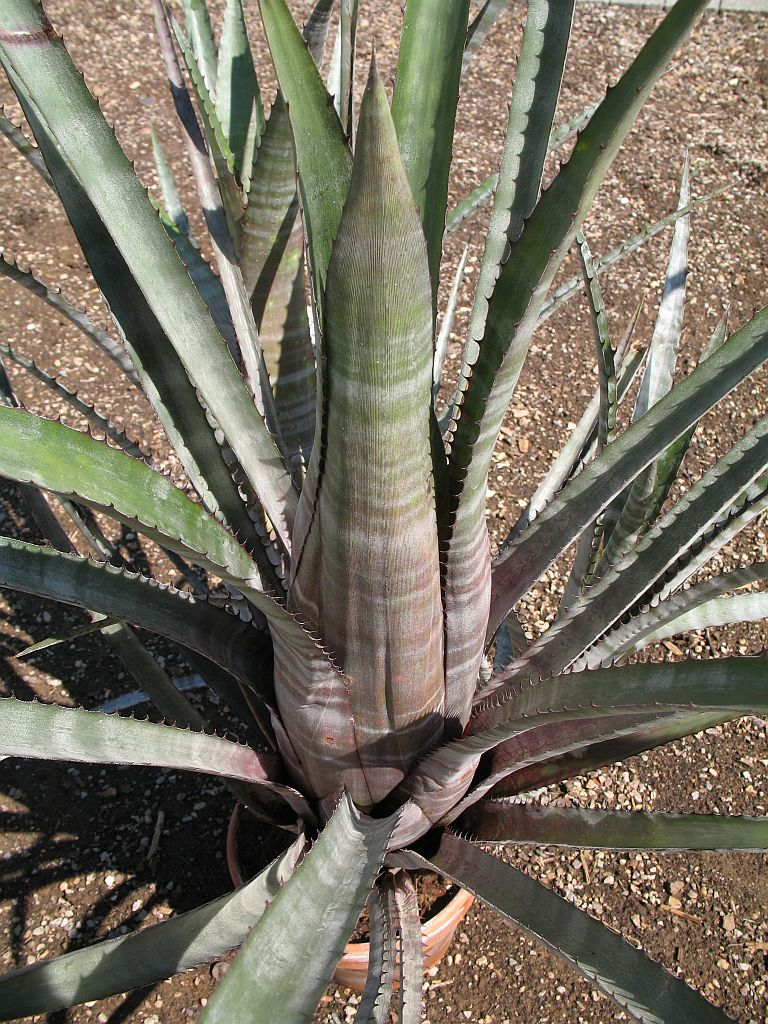
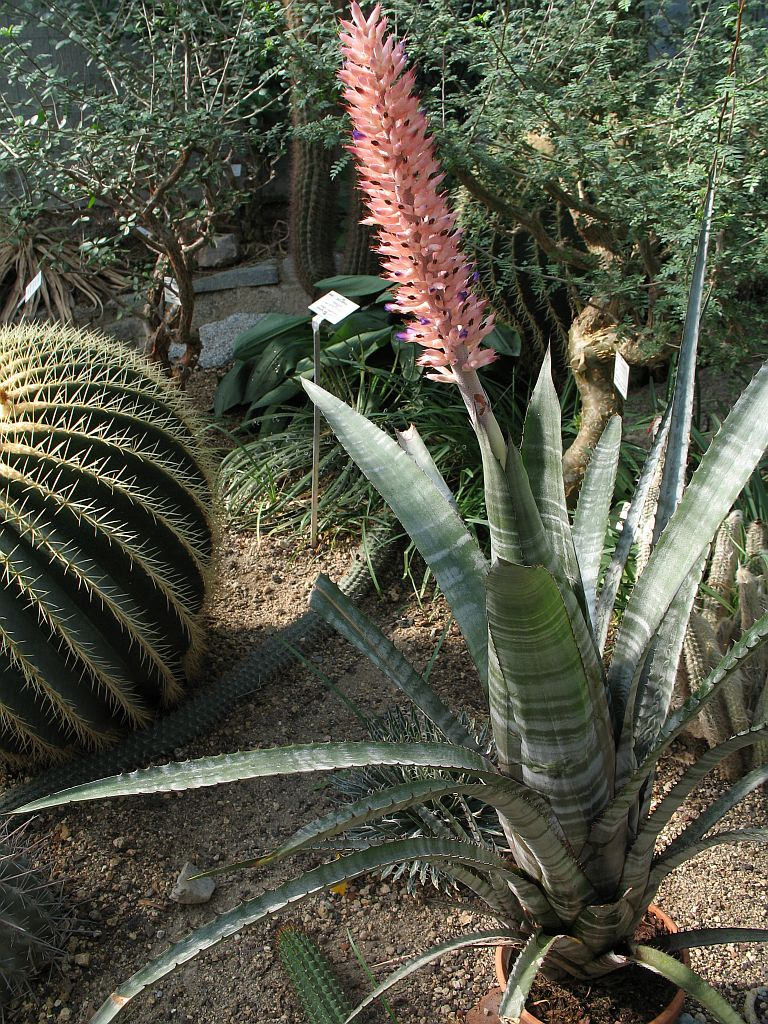
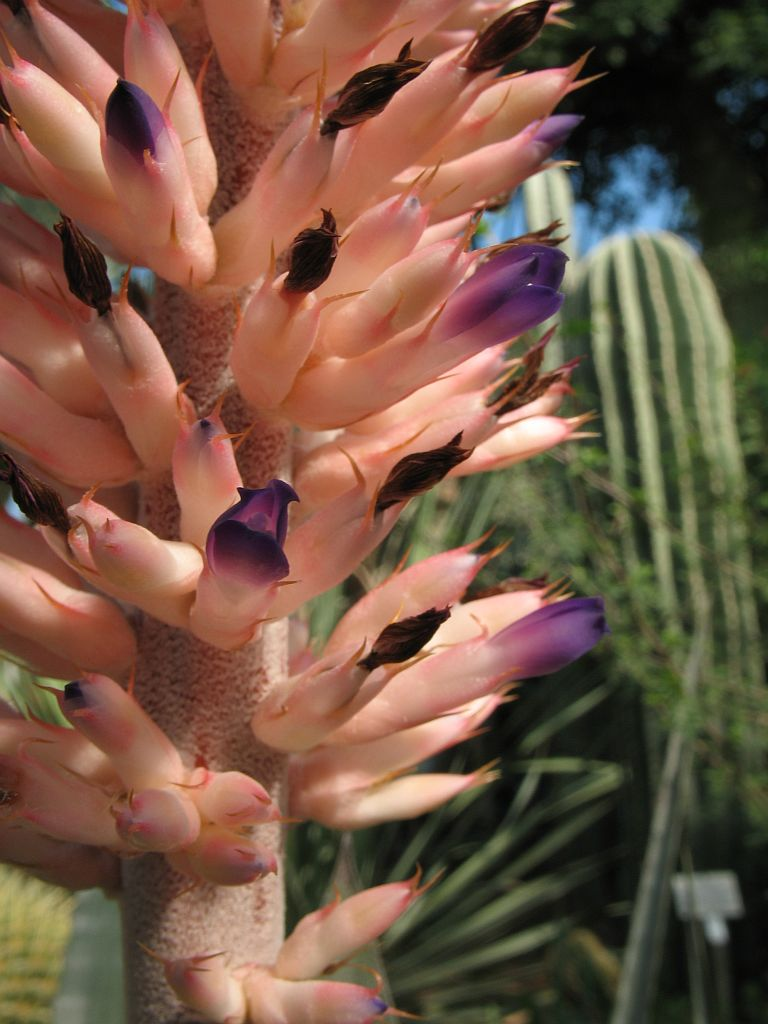
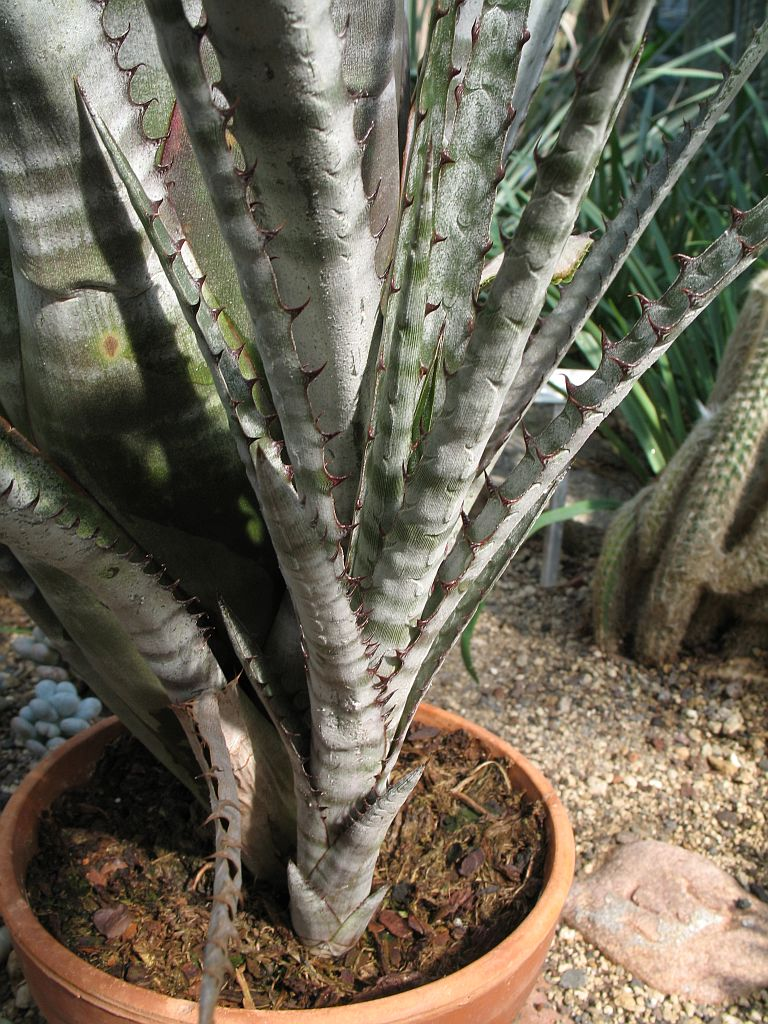